# 기조정

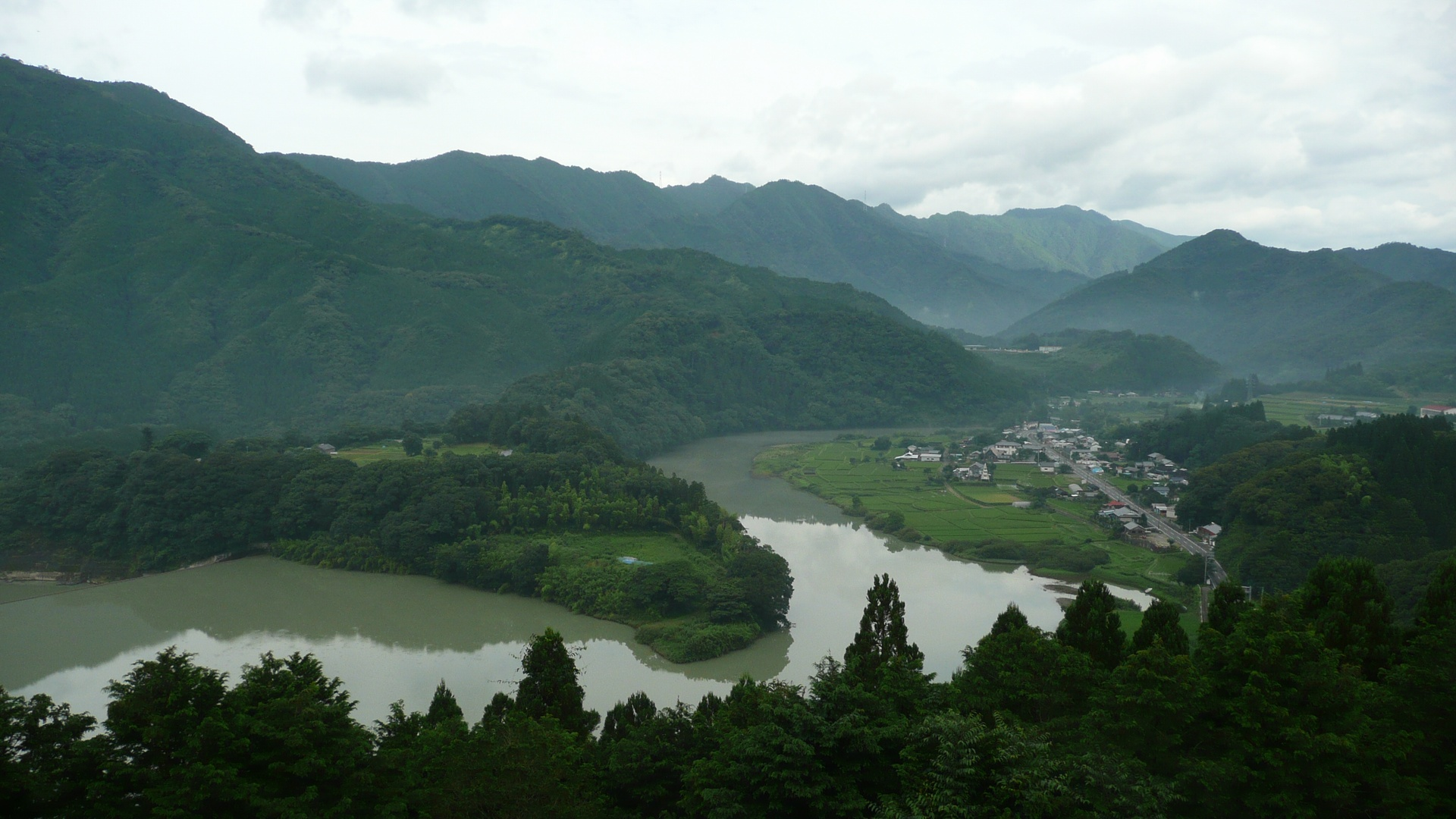
이시카와우치 지구

기조정(일본어: 木城町)은 일본 미야자키현 중앙부에 있는 고유군의 정이다.

## 지리
미야자키현 중동부, 휴가나다 근처에 위치하지만 휴가나다와는 접하지 않는 내륙 지역이다. 정의 중앙부를 남북으로 오마루강이 흐르고 복수의 발전용 댐이 건설되어 있다.

### 인접한 자치체
- 사이토시
- 휴가시
- 고유군 가와미나미정·다카나베정·쓰노정
- 히가시우스키군 미사토정

## 역사
- 1889년 5월 1일 - 정촌제 시행으로 고유군 기조촌이 성립하였다.
- 1973년 4월 1일 - 정으로 승격해 기조정이 되었다.

## 교통

### 철도
- 규슈 여객철도 닛포 본선

### 도로
- 국도 222호선
- 국도 269호선